# Tyler Ennis (lední hokejista)
Tyler Foster Ennis (* 6. října 1989, Edmonton) je kanadský hokejový útočník hrající v týmu SC Bern ve švýcarská hokejové lize.

## Klubová kariéra
Draftován byl v roce 2008 klubem Buffalo Sabres. Za Buffalo poprvé v NHL nastoupil v listopadu 2009. Ke konci sezóny 2014/2015 odehrál za Buffalo celkem 345 zápasů, ve kterých vstřelil 89 gólú a přidal 123 asistencí. V play-off odehrál 13 zápasů s bilancí š góly a 5 asistencí.

## Reprezentace
Kanadu reprezentoval na MS hráčů do 20 let 2009 v Kanadě a získal zde zlatou medaili. Reprezentoval též na Mistrovství světa v ledním hokeji 2015 v Česku, kde s kanadským výběrem rovněž získal zlato.

## Klubové statistiky
| Sezona     | Klub                | Soutěž     | Základní část | Základní část | Základní část | Základní část | Základní část | Play off | Play off | Play off | Play off | Play off |
| Sezona     | Klub                | Soutěž     | Z             | G             | A             | B             | TM            | Z        | G        | A        | B        | TM       |
| ---------- | ------------------- | ---------- | ------------- | ------------- | ------------- | ------------- | ------------- | -------- | -------- | -------- | -------- | -------- |
| 2009/10    | Buffalo Sabres      | NHL        | 10            | 3             | 6             | 9             | 6             | 6        | 1        | 3        | 4        | 0        |
| 2009/10    | Portland Pirates    | AHL        | 69            | 23            | 42            | 65            | 12            | —        | —        | —        | —        | —        |
| 2010/11    | Buffalo Sabres      | NHL        | 82            | 20            | 29            | 49            | 30            | 7        | 2        | 2        | 4        | 4        |
| 2011/12    | Buffalo Sabres      | NHL        | 48            | 15            | 19            | 34            | 14            | —        | —        | —        | —        | —        |
| 2012/13    | Buffalo Sabres      | NHL        | 47            | 10            | 21            | 31            | 16            | —        | —        | —        | —        | —        |
| 2013/14    | Buffalo Sabres      | NHL        | 80            | 21            | 22            | 43            | 42            | —        | —        | —        | —        | —        |
| 2014/15    | Buffalo Sabres      | NHL        | 78            | 20            | 26            | 46            | 37            | —        | —        | —        | —        | —        |
| 2015/16    | Buffalo Sabres      | NHL        | 23            | 3             | 8             | 11            | 11            | —        | —        | —        | —        | —        |
| 2016/17    | Buffalo Sabres      | NHL        | 51            | 5             | 8             | 13            | 12            | —        | —        | —        | —        | —        |
| 2017/18    | Buffalo Sabres      | NHL        | 73            | 8             | 14            | 22            | 12            | 1        | 0        | 0        | 0        | 0        |
| 2018/19    | Toronto Maple Leafs | NHL        | 51            | 12            | 6             | 18            | 2             | 5        | 0        | 2        | 2        | 2        |
| 2019/20    | Ottawa Senators     | NHL        | 61            | 14            | 19            | 33            | 16            | —        | —        | —        | —        | —        |
| 2019/20    | Edmonton Oilers     | NHL        | 9             | 2             | 2             | 4             | 4             | 3        | 1        | 1        | 2        | 4        |
| 2020/21    | Edmonton Oilers     | NHL        | 30            | 3             | 6             | 9             | 6             | 2        | 0        | 0        | 0        | 0        |
| 2021/22    | Ottawa Senators     | NHL        | 57            | 8             | 16            | 24            | 16            | —        | —        | —        | —        | —        |
| 2022/23    | SC Bern             | NLA        | 37            | 13            | 20            | 33            | 8             | 5        | 1        | 2        | 3        | 6        |
| NHL celkem | NHL celkem          | NHL celkem | 492           | 105           | 153           | 258           | 180           | 14       | 3        | 5        | 8        | 4        |
| AHL celkem | AHL celkem          | AHL celkem | 69            | 23            | 42            | 65            | 12            | —        | —        | —        | —        | —        |